# Neopets
Neopets (oorspronkelijk gestileerd als NeoPets, en momenteel als neopets) is een virtueel huisdierspel. Gebruikers kunnen digitale huisdieren ("Neopets") bezitten, en virtuele items voor hen kopen met een van de twee virtuele valuta. De ene valuta, Neopunten genaamd, kan op de site worden verdiend en de andere, Neocash, kan worden gekocht met echt geld of bij toeval in het spel worden gewonnen.
De website werd eind 1999 gelanceerd door Adam Powell en Donna Williams. Twee jaar later kocht een consortium van investeerders onder leiding van Doug Dohring een meerderheidsbelang in het bedrijf en in juni 2005 kocht Viacom Neopets Inc. voor 160 miljoen Amerikaanse dollar. Op 17 maart 2014 verkocht Viacom Neopets aan JumpStart Games voor een onaangekondigd bedrag. Op 3 juli 2017 nam het Chinese bedrijf NetDragon JumpStart over.

## Doel van het spel
In het spel kunnen spelers hun eigen digitale huisdier (Neopet) maken. In totaal zijn er 55 verschillende soorten, waarvan sommige niet altijd aan te maken zijn. Spelers kunnen deelnemen aan verschillende spellen, en zo zogenaamde Neopunten verdienen. Als extraatjes zijn er af en toe 'plots'. Naast deze bijna interactieve verhalen zijn er altijd verscheidene prikborden ter beschikking en zijn er verzamelobjecten (zoals postzegels, zeeschelpen, munten en schatkaarten).
Een speler van Neopets kan in het spel proberen verschillende doelen te bereiken. Zo kan de speler zijn Neopet trainen om er een vechter van te maken en deze dan laten vechten in oorlogen (die meestal gepaard gaan met plots), tegen vijanden die op de site te zoeken zijn of tegen de Neopet van een andere speler.
De speler kan er ook voor kiezen een handelaar en/of verzamelaar te worden om te proberen een collectie knuffels, sleutelhangers of postzegels te krijgen. Er zijn ook mensen die hun Neopet of iets gerelateerd aan Neopets tekenen, schilderen of boetseren, daar een foto van nemen en deze inzenden. Met deze schoonheidswedstrijden, dichterscompetities, enz. kunnen spelers Neopunten en een trofee verdienen. Die trofeeën zijn ook te winnen als men een highscore neerzet. Elke speler heeft een zogenaamde 'user-lookup' waarop men kan zien hoelang spelers actief zijn en welke trofeeën hij heeft gewonnen.
Misschien wel de meest voorkomende bezigheid op Neopets is het verkrijgen van Neopunten, door het spelen van spelletjes, het kopen van virtuele aandelen, of door items te kopen en die met winst te verkopen (ook wel restocken genoemd).
Voor 25 november 2006 was de spelletjessectie van de website onderverdeeld in drie delen: actie, puzzels en geluks- of kansspelen. Na 25 november heeft het Neopets-team het spelletjesgedeelte volledig veranderd, met veel meer categorieën.

## Achtergrond

### Werelden
Het spel Neopets speelt zich af op de fictieve planeet Neopia (op twee werelden na, zie verder). Het hoofdgedeelte van Neopia is Neopia Centraal. De andere werelden hebben meestal een thema:
- Neopia Centraal (winkelcentrum)
- Tyrannia (de prehistorie)
- Feeënland (feeën)
- Mysterie-eiland (de tropen)
- Spookbos (Halloween/spoken)
- Krawk-eiland (piraten)
- De Verloren Woestijn (het Oude Egypte)
- Maraqua (de onderwaterwereld van Atlantis)
- De Gruwelberg (winter/Kerstmis)
- Het Virtupets-ruimtestation (ruimtestation)
- Kreludor (een maanbasis)
- Meridell (middeleeuws)
- Brightvale (ook middeleeuws, maar met het accent op intelligentie → Renaissance)
- Altador (Romeinse en Griekse wijsheid)
- Shenkuu (de Oosterse wereld)
- Lutari-eiland (alleen toegankelijk voor betalende spelers)
- Geleiwereld (alles wat met gelei te maken heeft)
- Moltara (een ondergrondse stad vol lava)

Van Geleiwereld wordt het bestaan door Neopets (als grap) ontkend. Neopia heeft ook enkele miniwerelden: Roo-eiland, het Kiko-meer, Neovia en de verloren stad Geraptiku.
De meeste van deze werelden worden in het spel gebracht door middel van een 'plot'. Bijvoorbeeld Maraqua werd ontdekt maar is in verval geraakt en dan later weer opgebouwd om een oorlog uit te vechten. Zo zijn er nog verschillende plots die een andere wereld uitbreidden of introduceerden.
In Neopia wordt de fictieve taal Neopisch gesproken.

### Spellen
Bij de puzzelspellen draait het vooral om, zoals de naam al aangeeft, puzzels oplossen, en ook de taal- en wiskundespellen behoren hiertoe. De actiespellen zijn eerder arcade-spellen. De kansspelen bestaan uit onder andere lotto, verschillende sloten en kaartspellen.
Het merendeel van de spellen maakt gebruik van Flash of Shockwave, waarvoor men een bepaald programma moet installeren. Enkele spelletjes zijn gelijkwaardig aan Arcadeklassiekers zoals Meerca Achtervolging I en II, die lijken op de klassieker 'Snake'.
Een speler kan slechts driemaal per dag zijn score doorsturen om geld te krijgen en kans te maken op een trofee. Uitzondering hierop is de verjaardagsweek van Neopets (van 15 tot 22 november), waarin een speler vijf maal zijn score mag posten. Als men aan de werelduitdagingen meedoet, krijgt men geen geld, maar de scores worden wel bijgehouden.
Een speler kan maximaal 1.000 np (Neopunten) verdienen door één keer te spelen. Dat maakt een totaal van 3.000 np per spel.
Hierop is ook één uitzondering, het Spel van de Dag. Elke dag is dat een ander spel. Als men het spel van de dag speelt, verdient men dubbel zoveel punten als anders.
Neopets wordt gesponsord door verschillende organisaties, en daarom zijn er ook gesponsorde spellen. Deze spelletjes komen op de site en verdwijnen weer, al naargelang hoeveel de sponsor betaalde. De gesponsorde spelletjes hebben geen highscore-tabellen en zijn simpeler dan andere. Een vaak terugkerende klacht is dat deze spelletjes in essentie allemaal hetzelfde zijn.
Van de andere spellen zijn er relatief weinig. Deze zijn onderdeel van de site en in PHP geschreven. Sommige kaartspellen zijn zo gemakkelijk te spelen voor zeer trage computers. Er is ook een versie van mijnenveger op de site.

### Zoektochten
Spelers krijgen op Neopets af en toe de opdracht van een fee om een zoektocht (quest) te houden. De fee vraagt de speler een voorwerp voor haar te gaan halen. Feeënzoektochten kunnen alleen met enig geluk verkregen worden. Er zijn ook zoektochten die men op aanvraag kan krijgen, bijvoorbeeld Jhudora's zoektochten (Jhudora quests), Illusens zoektochten (Illusen's quests) en sneeuwfeezoektochten. Na een zoektocht krijgt de speler een beloning, afhankelijk van degene voor wie hij de speurtocht heeft uitgevoerd.

### Winkels
Er zijn twee verschillende soorten winkels op Neopets. Enerzijds zijn er de winkels van NPC's gecreëerd door de makers van Neopets zelf, anderzijds de winkels van spelers. De winkels van spelers zijn meestal veel duurder, maar in de andere winkels zijn heel veel spullen niet beschikbaar op het moment dat de speler ze zoekt. Het is wel zo dat in de andere winkels soms zeldzame spullen te koop zijn, die de spelers later voor meer kunnen verkopen. Om een voorwerp zo goedkoop mogelijk te kopen moeten spelers gebruikmaken van de Winkelwizard, een zoekfunctie die alle winkels van gebruikers afzoekt. Een nadeel van de winkels is dat op een uitzondering na alle artikelen maximaal 99.999 np mogen kosten.
Er zijn ook winkelcentra (malls). Spelers maken deze winkelcentra aan met ongeveer acht personen. Het voordeel van een winkelcentra is dat hij veel verschillende artikelen heeft. Ook verdienen de beheerders ervan hier veel Neopunten mee. Het nadeel ervan is echter dat die artikelen duurder zijn dan in een andere winkel.

### Interactie met menselijke spelers
Spelers hebben de mogelijkheid met elkaar te communiceren. Zij kunnen bijvoorbeeld een gilde creëren, op een van de Neoprikborden berichten achterlaten of een Neomail sturen naar andere spelers.
GildesNeopets geeft iedereen de mogelijkheid om een gilde te vormen. De gilde is bijna een eigen website waar elke speler een voorpagina kan maken. Iedere gilde heeft ook zijn eigen prikbord. Een gilde heeft meestal een thema.
NeoforumsDe forums zijn ook een manier van communicatie, maar veel spelers mijden deze liever omdat zij vaak worden overspoeld met spam en ongewenste berichten. De forums bestaan uit verschillende onderwerpen. Sommige daarvan kunnen zeer handig zijn, zoals het gildeforum, waar spelers een geschikte gilde kunnen vinden, of het helpforum, waar spelers vragen kunnen stellen. Er is ook altijd een prikbord over de plot die gaande is. De Engelse prikborden worden 24 uur per dag, 7 dagen per week gecontroleerd, bij de Nederlandse was dit niet zo. Officieel zijn de forums niet toegankelijk voor spelers jonger dan 13 jaar, tenzij hun ouders een formulier naar Neopets faxen om toestemming te verlenen. De leeftijd blijkt in de praktijk echter lastig te controleren.
Neomaileen meer persoonlijke communicatievorm. Hierbij kunnen spelers onderling berichten versturen die niet voor iedereen in te zien zijn.

### Petpets
Petpets zijn de huisdieren van de Neopets zelf. Ze zijn klein en worden gekocht in verschillende winkels. Sommige activiteiten kan men alleen doen als men een petpet heeft. Petpets kunnen ook vechten met petpets van een computergestuurd persoon. Een speler heeft de mogelijkheid tegen zijn petpet te praten via zijn Neopet.
De petpets kunnen ook weer petpetpets hebben. Dat zijn een soort insecten.

### Altador Cup
De Altador Cup is een jaarlijks terugkerend sporttoernooi op Neopets. Elke speler kan tijdens het toernooi een team kiezen. Een van de voornaamste activiteiten van de Altador Cup is Yooyubal. Dit spel lijkt op handbal, maar het wordt gespeeld met Yooyus, petpets die zich op kunnen rollen. Met het spelen van dit spel en enkele andere spellen kunnen punten gescoord worden. Daarmee kan men na afloop van het toernooi virtuele items kopen in de prijzenwinkel. Als je team in de top 3 eindigt, krijg je ook een trofee. De Altador Cup wordt gehouden in mei en juni.

### Neocredits Centrum
Sinds 2007 kan men in het Neocredits Centrum terecht voor kleding, meubels en enkele andere zaken. Om deze aan te schaffen moet men eerst Neocredits kopen. Hiervoor moet men betalen.

### Neopets Premium
Neopets Premium is een dienst die een aantal extra's biedt aan de speler. Met Premium kan men:
- een zesde huisdier adopteren (normaal zijn dit er vijf);

- dubbele Neopunten verdienen met het Premium Spel van de Dag;

- wekelijks een speciale kraskaart krijgen;

- beter naar goedkope items op de markt zoeken;

- maandelijks bonus neopunten krijgen;

- advertentievrij spelen.

## Merchandising
Neopets produceert een verscheidenheid aan producten, zoals knuffels, stickers en zelfs ontbijtgranen en videospellen. Alle koopwaar wordt verkocht in de winkels van Wal-Mart, Target en Limited Too. Soms worden exclusieve artikelen uitgegeven via online verkooppunten zoals 99dogs.com.
In 2003 werd het Neopets trading card game uitgebracht, een kaartspel te vergelijken met Pokémon dat betrekking heeft op personages en werelden van de website. Deze kaartspellen werden ook verkocht via gespecialiseerde winkels. Meestal wordt samen met een kaartspel een nieuwe plot onthuld op de site.
Volgens onbevestigde berichten zal er ook een film uitkomen over Neopets, getiteld Jelly Blobs of Doom. De film, die in Amerikaanse filmzalen vertoond zou worden, was in 2009 nog niet voltooid.
In 2005 werd een akkoord gesloten met Sony over een spel over Neopets. Dit spel, Neopets: The Darkest Faerie, werd uitgebracht voor PlayStation 2. Op 14 maart 2006 werd een tweede spel op de markt gebracht, Neopets: Petpet Adventures: The Wand of Wishing voor PlayStation Portable.
In 2009 bracht Capcom een nieuw spel uit voor Nintendo, genaamd Neopets Puzzle Adventure.
Een populaire vorm van merchandising was het weggeven van gratis poppetjes bij een "Happy Meal" bij McDonald's. Dit bleek een enorm succes. De poppen werden alleen uitgegeven in Australië, de Verenigde Staten, Singapore en het Verenigd Koninkrijk.
In 2007 verstrekte de Nederlandse drogisterijketen Kruidvat knuffels en cards van Neopets bij actieproducten. Een aantal jaar later begon Toys R Us met het uitgeven van knuffels, actiefiguren en andere producten voor een korte periode.
In Nederland en België werden tevens enkele particuliere initiatieven voor de verkoop van poppetjes, knuffels en kaartjes ontwikkeld. Ook wordt er veel gehandeld in Neopets-koopwaar via websites zoals eBay en Marktplaats.